# Lamprolaima rhami
A Lamprolaima rhami a madarak (Aves) osztályának a sarlósfecske-alakúak (Apodiformes) rendjéhez és a kolibrifélék (Trochilidae) családjához tartozó Lamprolaima nem egyetlen faja.

## Előfordulása
Mexikó, Guatemala, Honduras és Salvador területén honos. A természetes élőhelye szubtrópusi vagy trópusi hegyi nedves erdők, szubtrópusi vagy trópusi síkvidéki nedves cserjések.

## Külső hivatkozások
- Képek az interneten a fajról
- Internet Bird Collection - videók a fajról